# Spór o ryty malabarskie
Spór o ryty malabarskie – trwający w XVII i XVIII wieku spór o stosowanie w Indiach przez zakon jezuitów tzw. rytów malabarskich, tj. specyficznego sposobu prowadzenia działalności misjonarskiej opartego na akceptacji lokalnej kultury. Był elementem szerszego sporu akomodacyjnego.

## Geneza
XVII-wieczny, dynamiczny rozwój chrystianizacji w Indiach miał miejsce dzięki zastosowaniu przez pracujących tam jezuitów zasady akomodacji, czyli zaakceptowaniu hinduskich zwyczajów społecznych i stylu życia, jak również adaptacji chrześcijaństwa do potrzeb hinduizmu. Ich wielkim zwolennikiem był Roberto de Nobili. Sposób prowadzenia działalności misyjnej przez jezuitów (nazwa „ryty malabarskie” pochodził od nazwy malabarskiej prowincji zakonu) nie był jednak popierany przez wszystkie siły zaangażowane w ten proces.

## Przebieg
Jeszcze za życia de Nobili rozpoczął się ostry spór z przeciwnikami akomodacji, przede wszystkim franciszkanami i dominikanami. Sprawa ta została przekazana do rozstrzygnięcia przez Stolicę Apostolską. Papież Grzegorz XV, dostrzegając skuteczność rytów malabarskich, wyraził zgodę na ich stosowanie, co stwierdził w swoich dokumentach dwukrotnie, w 1621 i 1623. Papież Urban VIII w konstytucji apostolskiej „Ex debito”, ogłoszonej 22 lutego 1633, wskazał, żeby nauczanie ludów Indii odbywało się wyłącznie na podstawie „Małego” i „Wielkiego wykładu nauki chrześcijańskiej” Roberta Bellarmina. W 1659 Kongregacja Rozkrzewiania Wiary wydała instrukcję zawierającej trzy zalecenia (nakazy): bezwzględny zakaz zaangażowania w politykę, konieczność formacji rodzimego kleru i szacunek dla lokalnej kultury. W instrukcji napisano m.in.:
- „nie usiłujcie bynajmniej i żadną miarą nie namawiajcie tamtych ludów do zmiany ich rytów i przyzwyczajeń, byleby tylko nie były one w sposób oczywisty sprzeczne z religią i dobrymi obyczajami”,
- „nie porównujcie ze sobą obyczajów tamtych ludów ze zwyczajami Europejczyków, a nawet sami z wielką pilnością przyzwyczajajcie się do tamtejszych”[1].

Wyciszyło to spór na jakiś czas, jednak rozgorzał on znowu po objęciu przez jezuitów Puducherry, wcześniej przynależnego pod względem ewangelizacyjnym do dominikanów. W związku z rozwojem sporu Watykan wydelegował do Indii legata papieskiego, kardynała Charlesa Maillarda de Tournon, który był nieobiektywny i uprzedzony do jezuitów. Miał on zbadać całokształt działalności zakonu na Wschodzie. 23 czerwca 1704 sformułował dekret „Inter graviores”, potępiający jednoznacznie ryty malabarskie.
Ostateczne zakończenie sporu akomodacyjnego zostało potwierdzone przez papieża Benedykta XIV, który wydał w 1744 konstytucję apostolską „Omnium sollicitudinem”. Potwierdzała ona wcześniejsze dokumenty i zakazywała stosowania rytów malabarskich pod groźbą wydalenia misjonarza do Europy. Zahamowało to rozwój misji w Indiach i było katastrofalne dla rozwoju chrześcijaństwa w tym kraju.